# Guillaume-Adolphe de Wied
Le prince Wilhelm Adolph Maximilian Karl zu Wied, ou Guillaume V Adolphe de Wied, né le 22 août 1845 à Neuwied et mort le 22 octobre 1907 à Neuwied, est un prince (Fürst) prussien, officier supérieur et homme politique. Il fut entre autres président de la Deutscher Flottenverein (Ligue de la Flotte allemande) et de la chambre des seigneurs de Prusse. Il était le frère de la reine Élisabeth de Roumanie.

## Famille

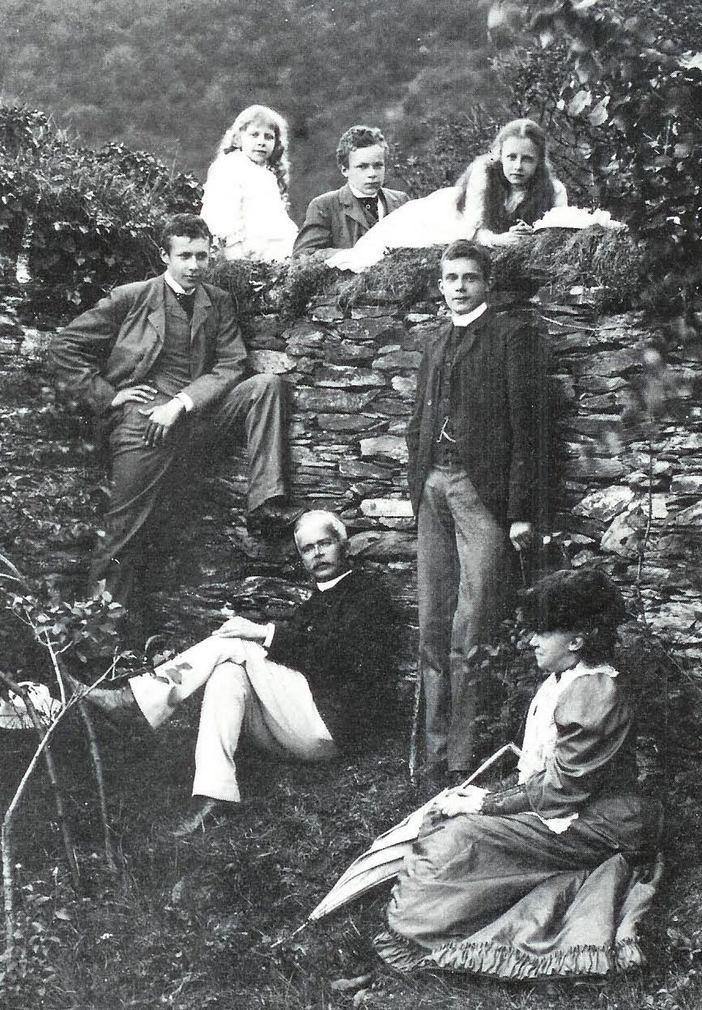
Le prince et la princesse de Wied et leurs enfants vers 1890

Le prince Guillaume-Adolphe est le fils du prince Hermann de Wied et de son épouse, née princesse Marie de Nassau-Weilbourg (sœur d'Adolphe de Luxembourg). Il est souverain de la principauté de Wied, à la mort de son père en 1864.
Il épouse en 1871 la princesse Marie d'Orange-Nassau, princesse des Pays-Bas (1841-1910), fille du prince Frédéric des Pays-Bas et de la princesse Louise de Prusse, petite-fille de Frédéric-Guillaume III de Prusse, qui lui donne six enfants: 
- Guillaume-Frédéric (1872-1945) qui épouse la princesse Pauline de Wurtemberg (1877-1965), fille unique roi Guillaume II de Wurtemberg
- Alexandre (1874-1877)
- Guillaume, futur prince d'Albanie (1876-1945) qui épouse la princesse Sophie de Schönburg-Waldenburg (1885-1936)
- Victor (de) (1877-1946) qui épouse la comtesse Gisela von Solms-Widenfels (1891-1976), fille de Frédéric-Magnus IV de Solms-Wildenfels (de), futur ambassadeur
- Louise (1880-1965)
- Élisabeth (1883-1938)

## Carrière
Le prince de Wied est lieutenant à l'état-major de la IIe armée pendant la guerre austro-prussienne de 1866. Il est nommé major à la suite en 1869 et prend part à la guerre de 1870. Il élevé au rang de général d'infanterie à la suite en 1893. Le prince est commissaire impérial et inspecteur-général des hôpitaux militaires du personnel volontaire de l'armée d'active entre 1893 et 1897.

## Politique
Le prince de Wied est un ferme partisan de l'Empire colonial allemand, et il est président du comité allemand anti-esclavagiste entre 1891 et 1892. Il finance des expéditions en Afrique et devient à partir de 1897, membre du conseil colonial (Kolonialrat). Il soutient aussi la Flotte allemande et assume la présidence de la Flottenverein de 1898 à 1901.
Membre de la chambre des seigneurs de Prusse à partir de 1878, il en est le président de 1897 à 1904. Il occupe aussi le siège de plusieurs assemblées provinciales de Rhénanie de 1875 à 1901.

## Source
- (de) Cet article est partiellement ou en totalité issu de l’article de Wikipédia en allemand intitulé « Wilhelm Adolph Maximilian V. zu Wied » (voir la liste des auteurs).